# 熊谷直盛
熊谷 直盛（くまがい なおもり）は、安土桃山時代の武将、大名。豊後国安岐城主。別名に直陳（なおつら）。通称は内蔵允。

## 略歴
鎌倉幕府の御家人・熊谷直実の末裔（本姓桓武平氏）であるというが、出自はよく分からない。若狭大倉見城主熊谷直之（直澄）とは同族というが、両者の関係性も不明。
豊臣秀吉に馬廻として仕えて、金切裂指物使番となる。
文禄元年（1593年）の文禄の役で、慰問使として11月に渡海。豊後国の大名大友吉統が改易となった際の使者を務め、文禄2年（1594年）閏9月、豊後国直入郡にある太閤蔵入地3万2,989石の代官となった。翌3年（1594年）春、安岐城と1万5,000石を受領した。
ルイス・フロイスの日本通信によると、文禄5年（1596年）閏7月12日の慶長豊後地震の際に、代官として府中にいた直盛の側室と庶子は、倒壊した家屋の下敷きになって死亡したという。
慶長2年（1597年）、慶長の役でも先手目付として朝鮮に渡り、として全羅道・忠清道を転戦。特に蔚山城の戦い（第1次）では、救援隊の1つとして活躍した。同3年（1598年）、秀吉の死によって遺物長光の刀を受領した。
しかし帰還後、慶長4年（1599年）、目付として後役遠征中に私曲ための行動があったと、同じ目付だった毛利吉成・竹中重利、さらには加藤清正・黒田長政らに訴えられ、五大老によって太田一吉らと共に蟄居を命じられ、10月に直盛は改易された。その後、石田三成の妹婿にあたるため、直盛は佐和山城に身を寄せた。

慶長5年（1600年）、関ヶ原の戦いが起こると西軍に与し、三成によって旧領安岐を回復。叔父の熊谷外記を城代にして領国を任せ、自らは畿内にあり、450名を率いていて、垣見一直と共に近江勢田橋の警備を命じられた。同地で、伏見城攻撃に参加した相良頼房（および犬童頼兄）、秋月種長・高橋元種兄弟、木村由信・豊統父子の西軍諸隊と合流。主力が移動すると、8月25日、諸隊として三成を追って同地を発し、佐和山を経由して、9月3日に大垣城に入った。三成は妹婿である福原長堯と直盛に、それぞれ本丸と二の丸の守備を任せて、三の丸に相良・秋月・高橋らを入れたが、14日に主力と共に関ヶ原に出陣した。残された諸隊は15日の西軍主力の敗北後、17日に東軍の水野勝成・松平康長・西尾光教・津軽為信らに包囲された。諸隊は籠城戦の構えを見せていたが、すでにこの時には東軍に内応していた相良・秋月・高橋は蜂起を計画しており、犬童頼兄によって福原以外の諸将は陣に招かれて謀殺され、その首は東軍に献じられた。翌18日、福原の籠もる本丸も強襲されて落城する。また、九州でも安岐城の熊谷外記は、黒田孝高の攻撃を受けて降伏しており、生き残った一族は黒田家の家臣となった。
相良藩の菩提寺である願成寺には、大垣城で謀殺した5人と三成を弔った六基の供養墓があり、そのうちの2つが直盛とその息子の勝兵衛のものである。

## 一族
安岐城の近くの大儀寺に熊谷直盛の弟が住職として勤めていた。文禄4年（1595年）に熊谷直盛は同寺に小城観音を営繕。
慶長5年（1600年）、黒田官兵衛に攻められて安岐城から逃げた姫が小城観音で助かったと言う伝説があるが、直盛の弟がいた大儀寺はこの年に燃えている。